# Martina Fortkord
Martina Fortkord, švedska alpska smučarka, * 22. marec 1973, Stockholm, Švedska.
Nastopila je na Olimpijskih igrah 1998, kjer je bila štirinajsta v veleslalomu. V dveh nastopih na svetovnih prvenstvih je najboljšo uvrstitev dosegla leta 1996 z devetim mestom v isti disciplini. V svetovnem pokalu je tekmovala sedem sezon med letoma 1994 in 2000 ter dosegla eno uvrstitev na stopničke v veleslalomu. V skupnem seštevku svetovnega pokala je bila najvišje na 51. mestu leta 1998, ko je bila tudi sedemnajsta v kombinacijskem in devetnajsta v veleslalomskem seštevku.
Njen brat Fredrik Fortkord je bil prav tako alpski smučar.